# جیم شارمن
جیم شارمن (انگلیسی: Jim Sharman؛ زادهٔ ۱۲ مارس ۱۹۴۵) یک کارگردان، تهیه‌کننده و فیلم‌نامه‌نویس اهل استرالیا است. از آثار او می‌توان به فیلم راکی هارور اشاره کرد.